# Krasnoufimsk
Krasnoufimsk (en rus: Красноуфимск) és una ciutat de l'óblast de Sverdlovsk, a Rússia, segons el cens del 2021 tenia 37.444 habitants.